# Лотофаги

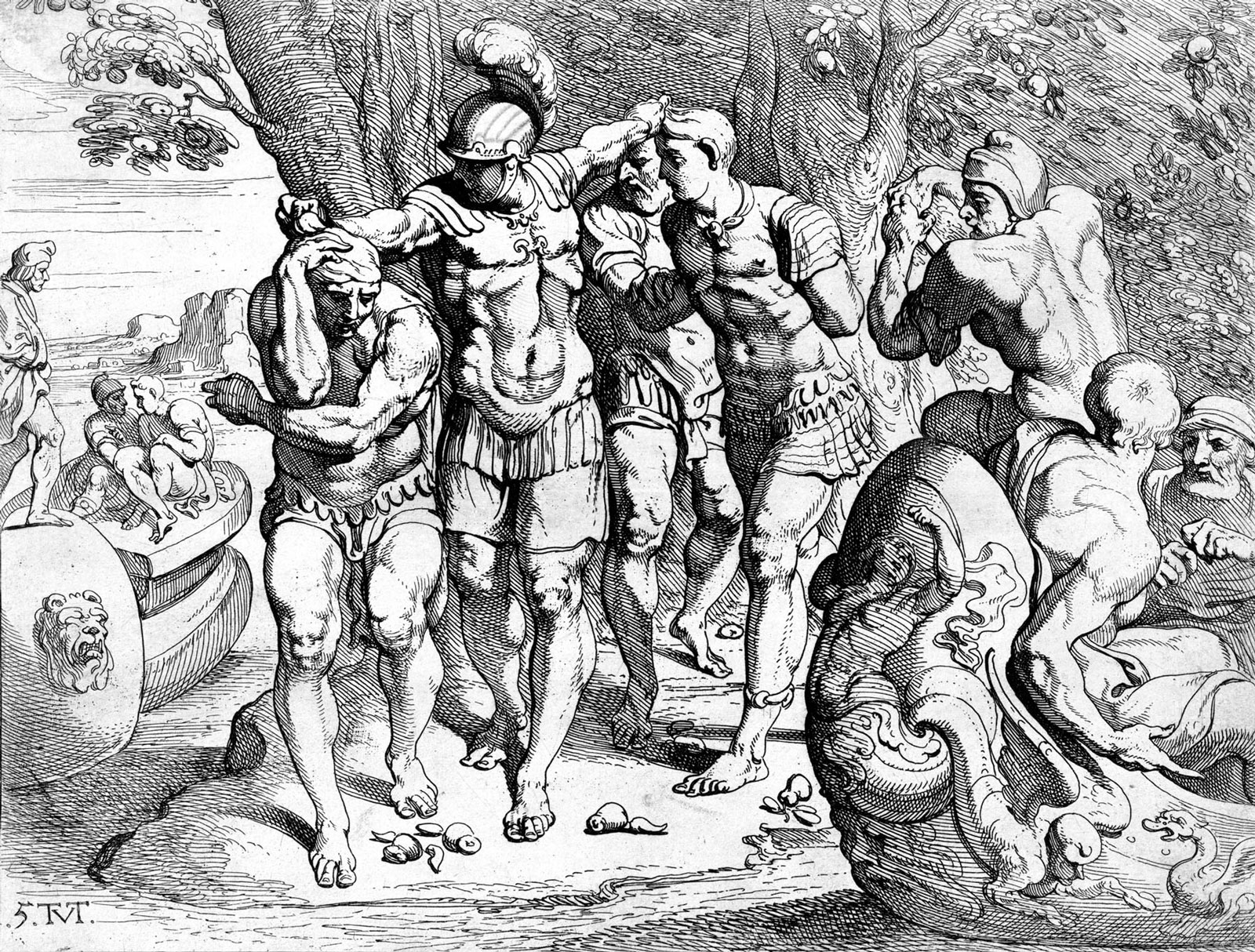
Одіссей забирає своїх воїнів з острова лотофагів

Лотофа́ги (грец. Λωτοφάγοι, дослівно «поїдачі лотоса») — за «Одіссеєю», плем'я, що жило на півночі Африки та їло плоди лотоса, що позбавляли спогадів. Лотофаги гостинно прийняли Одіссея та його супутників, коли вони збилися з курсу та потрапили до їхньої країни. Кілька товаришів Одіссея скуштували лотос і не схотіли повертатися. Одіссей силоміць забрав їх на корабель.

## В епосі
У епічній поемі Гомера «Одіссея», в книзі IX, Одіссей розповідає як він та його люди пливли, огинаючи мис Малея на півдні Пелопоннесу. Несприятливі північні вітри збили корабель із курсу. На десятий день по тому Одіссей зі своїми товаришами досягли країни лотофагів. Греки висадилися на берег, щоб набрати прісної води. Потім Одіссей послав трьох чоловіків розвідати що за люди там проживають.
Лотофаги не зашкодили гостям, а навпаки пригостили їх лотосом. Він був такий смачний, що розвідники забули про свій дім і не думали більше ні про що, крім поїдання лотосів. Одіссей силоміць забрав їх назад на корабель і заборонив їсти лотос.

## Трактування образу
Греки називали лотосом (λωτός) кілька рослин. У цьому випадку, можливо, мався на увазі опіумний мак, дозріла коробочка якого нагадує коробочку справжнього лотоса. Інша можлива рослина — зизифус, з плодів якого виготовляли вино.
Геродот у «Історіях», книга IV, розділ 177, писав: «На одному вузькому півострові землі гінданів, що заходить далеко в море, мешкають лотофаги, які харчуються виключно плодами лотоса. Плід лотоса такий великий, як плід мастикового дерева, а за своїм солодким смаком схожий на плід фінікової пальми. З цих плодів лотофаги роблять вино».
Полібій вважав країною лотофагів острів Джерба (стародавній Менінкс) біля узбережжя Тунісу. Пізніше це підтверджував Страбон. Псевдо-Скілакс згадував плем'я лотофагів біля Гераклеї та лівійських лотофагів, які мешкали вирощували лотоси на острові Таріхея.

## У культурі
Фраза «їсти лотос» використовується багатьма античними авторами в метафоричному значенні «забути» або «не пам'ятати».
Назву «Лотофаги» (1832) має поема Альфреда Теннісона.
До образу лотофагів звернувся в однойменному сонеті 1926 року український поет-неокласик Микола Зеров.